# Elgin (Teksas)
Elgin – miasto w Stanach Zjednoczonych, w stanie Teksas, w hrabstwach Bastrop i Travis. Zostało założone w 1872 r., a nazwa pochodzi od imienia jednego z urzędników firmy budującej pobliską linię kolejową – Roberta Morrisa Elgina. Prawa miejskie uzyskało w 1901 roku.

## Demografia
Według przeprowadzonego przez United States Census Bureau spisu powszechnego w 2010 miasto liczyło 8 135 mieszkańców, co oznacza wzrost o 42,7% w porównaniu do roku 2000. Natomiast skład etniczny w mieście wyglądał następująco: Biali 57,1%, Afroamerykanie 17,3%, Azjaci 0,5%, pozostali 25,1%. Kobiety stanowiły 51,4% populacji.